# Cazoulès
Cazoulès è una frazione del comune di Pechs-de-l'Espérance, nel dipartimento della Dordogna nella regione della Nuova Aquitania. In precedenza comune autonomo, il 1º gennaio 2022 è confluito insieme agli ex comuni di Orliaguet e Peyrillac-et-Millac nel nuovo comune di Pechs-de-l'Espérance.

## Società

### Evoluzione demografica
Abitanti censiti

## Amministrazione

### Gemellaggi
- Saasenheim, Francia